# Стащук Василь Степанович
Василь Степанович Стащук (нар. 5 березня 1944, с. Новаки, Коростенський район, Житомирська область) – український учений-фізик, доктор фізико-математичних наук (2001), професор (2005). Загальний стаж науково-педагогічної роботи у провідних університетах України більше 50 років.

## Біографічні відомості
В 1967 році закінчив фізичний факультет Київського державного університету імені Т. Г. Шевченка (зараз Київський національний університет імені Тараса Шевченка), в 1970 році закінчив аспірантуру за спеціальністю оптика, лазерна фізика. В 1977 захистив кандидатську дисертацію «Оптичні властивості сплавів 3d-перехідних металів», в 2001 – докторську дисертацію за спеціальністю оптика, лазерна фізика «Оптичні властивості та електронна структура металевих систем на основі перехідних елементів». В 1991 отримав вчене звання доцента, в 2005 – вчене звання професора.
У Київському національному університеті імені Тараса Шевченка працював на кафедрі оптики фізичного факультету на посадах старшого інженера (1974–1977), старшого наукового співробітника, асистента (1977–1981), старшого викладача (1981–1990), доцента (1990–2003) та професора (2003–2022).
З 2022 року по теперішній час працює на посаді професора кафедри фізико-математичних наук факультету природничих наук Національного університету «Києво-Могилянська академія».

## Науково-педагогічна діяльність
Наукові інтереси: оптика металевих структур, спектроеліпсометрія оптичних поверхонь конденсованих середовищ, дослідження електронної структури твердих тіл оптичними методами.
Наукові досягнення:
- Вперше в світі виявив та дослідив експериментальними оптичними методами домішкові стани в сплавах перехідних металів.
- Розробив серію оптичних та оптоелектронних приладів для дослідження структурних властивостей твердих сполук різного функціонального призначення.
- Вперше виявив та дослідив механізми модифікації приповерхневих шарів складних сполук двохфазних та трьохфазних систем при імплантації високоенергетичними (порядку сотень кіло електрон-Вольт різноманітних йонів таких як аргон, молібден, нікель, титан та інші.
- Розробив серію високочутливих променестійких піроелектричних приймачів для інфрачервоної ділянки спектру.
- Створив на їх основі серію відповідних оптико-електронних приладів.
- Розробив механізми покращення стану приповерхневих шарів для надпотужних лазерних систем з використанням сучасних методів обробки поверхонь методом алмазного мікроточіння.
- Вивчив та дослідив вплив дальнього порядку на оптичні властивості сплавів перехідних металів.
- Результати досліджень використовуються для підготовки висококваліфікованих фахівців у галузях теоретичної та експериментальної оптики. Результати та конкретні розробки впроваджено у діяльність низки наукових та виробничих підприємств.

Членство в наукових організаціях:
- Член Українського фізичного товариства
- Член Міжнародного товариства оптики та фотоніки Society of Photo-Optical Instrumentation Engineers (SPIE)
- Куратор українського відділу Міжнародного студентського оптичного товариства (ссилка https://optics.univ.kiev.ua/international/studentski-tovarystva-osa-ta-spie/), яке включає в себе осередки кількох міжнародних оптичних товариств: The Optical Society  (OSA) (ссилка www.osa.org), The International Society for Optics and Photonics (SPIE) (ссилка www.spie.org), The European Optical Society (EOS) (ссилка www.myeos.org)

Віхи науково-педагогічної діяльності:
- Провідний співробітник наукової школи «Металооптика та спектроеліпсометрія поверхні» (ссилка https://science.knu.ua/research/scientific_school/newschool/metalooptyka-ta-spektroelipsometriya-poverkhni-/), яка заснована у 1956 р. на кафедрі оптики фізичного факультету КНУ імені Тараса Шевченка професором Олександром Андрійовичем Шишловським (ссилка https://uk.wikipedia.org/wiki/Шишловський_Олександр_Андрійович).
- Член спеціалізованої Вченої ради по захисту кандидатських та докторських дисертацій фізичного факультету КНУ імені Тараса Шевченка понад 20 років
- Член Державних екзаменаційних комісій з випуску фахівців на фізичному факультеті цього університету упродовж 25 років

- Голова організаційного комітету щорічної міжнародній конференції International Young Scientists Conference Optics and High Technology – SPO (ссилка http://spo.univ.kiev.ua/)
- Керівник наукового підрозділу держбюджетної теми «Оптичні властивості приповерхневої структури йонно-імплантованих аморфних металевих стрічок»
- Стажування в провідних наукових та навчальних закладах Німеччини

## Викладацька діяльність
Василь Степанович Стащук сприяє випуску висококваліфікованих фахівців навчальних закладів вищої освіти, які пізніше займають провідні позиції в науковій та практичній сферах діяльності.
Розробляє та викладає наступні курси для студентів кафедри фізико-математичних наук факультету природничих наук Національного університету «Києво-Могилянська академія» (з 2022):
- Оптика
- Фізика атому та атомних явищ
- Практика виробничо-наукова
- Практикум з оптики
- Практикум з атомної фізики

Підготував та викладав наступні курси для студентів фізичного та геологічного факультету Київського національного університету імені Тараса Шевченка (1974-2022):
- Всі розділи курсу загальної фізики
- Спецкурси «Оптичне та фізичне матеріалознавство»
- Атомна фізика
- Атомна спектроскопія
- Спектроскопія двохатомних та багатоатомних молекул
- Спектроскопія твердого тіла
- Геометрична теорія оптичних зображень
- Розрахунок оптичних систем
- Спектральна еліпсометрія оптичних поверхонь
- Модифікація оптичних властивостей твердих тіл
- Фізичні властивості матеріалів оптоелектроніки
- Фізичні властивості сучасних оптичних технологій
- Оптика природного середовища та основи дистанційного зондування
- Сучасні проблеми оптики
- Технологія оптичного приладобудування та інші

## Публікації
Автор понад 170 наукових праць, зокрема 7 монографій та 10 навчальних посібників, а також ряду методичних посібників, статей, наукових робіт. Подано до друку навчальний посібник «Фізика атома», готується посібник «Фізика ядра».
Навчальні посібники:
- Стащук В.С., Охріменко Б.А. Спектроскопія атомів та молекул. Київ, ВПЦ «Київський університет», 2003, 78 с.
- Поперенко Л.В, Стащук В.С. Фізичні основи матеріалів оптоелектроніки. Ч.1. Київ, «Українське відділення міжнародного товариства оптичної техніки SPIE/Ukraine”, 2004, 142 с.
- Стащук В.С., Сухорада А.В., Гузій М.І. Основи магнетизму. Київ, ВГЛ «Обрії», 2005, 120 с.
- Поперенко Л.В., Стащук В.С. Фізичні основи матеріалів оптоелектроніки. Ч.2. Оптичні та електронні властивості кристалічних тіл. ВПЦ Київський університет, 2008, 220 с.
- Поперенко Л.В., Стащук В.С. Основи фізики матеріалів оптотехніки. ВПЦ Київський університет, 2011, 686 с. (Навчальний посібник з грифом МОН України) (ссилка https://opac.lpnu.ua/bib/791816)
- Одарич В.О., Поперенко Л.В., Стащук В.С., Якунов А.В. Прикладна оптика, Київ, ВПЦ «Київський університет», 2011, 332 с.
- Коротун А.В., Тітов І.М., Коваль А.О., Стащук В.С., Куницький Ю.А., Крючин А.А. Нанофотоніка. Фізичні основи та застосування. Вінниця, 2018, 314 с.
- Бабій М.Л., Доценко О.П., Гришаєнко В.Ю., Стащук В.С., Трачевський В.В., Хоменко Л.Г. Нанобіотехнології у медицині, Вінниця «Твори» 2019, 231 с.

Дисертація, монографії та статті:
- Стащук В.С. Оптичні властивості та електронна структура металевих систем на основі перехідних елементів: Дисертація доктора фізико-математичних наук: 01.04.05 / Київський національний університет імені Тараса Шевченка. - К., 2001. - 317 арк. - Бібліогр.: арк. 291-316 (ссилка http://irbis-nbuv.gov.ua/cgi-bin/irbis_nbuv/cgiirbis_64.exe?Z21ID=&I21DBN=EC&P21DBN=EC&S21STN=1&S21REF=10&S21FMT=fullwebr&C21COM=S&S21CNR=20&S21P01=0&S21P02=0&S21P03=A=&S21COLORTERMS=1&S21STR=Стащук%20В$)
- Стащук В.С. Шпак А.П., Куницький Ю.А. Особливості електронної структури бінарних сплавів перехідних металів. Успіхи фізики металів, Т.5, 2004, с. 1-37
- Poperenko L.V., Shaaban E.R., Khanh N.Q., Stashchuk V.S. and oth. Effect of ion irradiation on the optical properties and room temperature oxidation of copper surface. Thin Solid Film, 2004, V. 455-456, 453-456 (ссилка https://www.sciencedirect.com/science/article/abs/pii/S0040609004000148)
- Dmytrenko O.P., Kulish N.P. Belyi N.M., Prylutskyy Y.I., Poperenko L.V., Stashchuk V.S. and oth. Dose dependences of the optical properties of fullerene films subjected to the electron irradiation, Thin Solid Film, 2006, V. 495, 365-367 (ссилка https://www.sciencedirect.com/science/article/abs/pii/S0040609005014823?via%3Dihub)
- Поперенко Л.В., Стащук В.С., Шайкевич І.А., Oдарич В.A. Діагностика поверхні поляризованим світлом, ВПЦ Київський університет, 2007, 336 с. (Монографія)
- Поперенко Л.В., Кудрявцев Ю.В., Стащук В.С., ЙонгПак Лі. Оптика металевих структур. К.: Вид.-поліграф. центр «Київський університет», 2013, 522 с. (Монографія)
- Stashchuk V.S., Bondar V.M., Polianska O.P., Chernukha I.O., Tsuk B.A. Optical properties and electronic structure of copper-manganese solid solutions. Functional Materials, 2013 Vol. 20, № 3, 5 p.
- Поперенко Л. В., Шайкевич І. А., Стащук В.С. та інші. Прецезійні пристрої і прилади оптотехніки. Київський ВПЦ «Київський університет», 2016, 720 с. (Монографія)
- Стащук В.С., Кравець В.Г., Лисюк В.О., Полянська О.П., Стукаленко В.В., Ямпольський А.Л. Оптичні властивості і структура нанокомпозитів. Український фізичний журнал, 2017, Т. 62, № 8, с. 662-667. (ссилка http://nbuv.gov.ua/UJRN/UPhJ_2017_62_8_5)
- Коротун А.В., Тітов І.М., Стащук В.С. та інші. Нанофотоніка. Фізичні основи та застосування. Вінниця ФОП, Корзун Д.Ю., 2018, 316 с.
- Stashchuk V.S., Lysiuk O.V., Rozouvan S.G. Optical properties and electronic structure of Co- and Fe-based compounds. Journal of the Optical Society of America B, 2018, № 6, 7 p.

та інші